# Caboto (gruppo musicale)
I Caboto sono stati un gruppo musicale noise/free jazz italiano, formatosi a Bologna nel 1999 e scioltosi nel 2007.

## Storia del gruppo
La band, nata dalle macerie di altri progetti dell'ambiente musicale cittadino (Rose Island Road, La Nuit Americaine, Nava Spaziala, Nera Bombay), si ispirava dichiaratamente al navigatore Sebastiano Caboto, attraverso l'interpretazione offerta dall'illustratore Lorenzo Mattotti nell'omonimo romanzo grafico. Dopo aver sviluppato la propria formazione nel tempo partendo da un numero di tre elementi ad un massimo di otto. I membri comunque stabili che hanno firmato la discografia sono i sei elencati sotto la voce "Formazione". I musicisti uscenti si sono successivamente avviati verso nuovi progetti musicali.
I due dischi Nauta e Did You Get Visuals? sono stati pubblicati a livello nazionale dall'etichetta discografica Gamma pop.
Ha cessato la sua attività ufficialmente nel 2007.

## Formazione

### Ultima
- Stefano Passini - batteria, tastiera
- Nazim Comunale - pianoforte, voce
- Alessandro Gallerani - chitarra
- Marco Bianciardi - chitarra, effetti, voce
- Alessio Crotti - sassofono
- Marcello Petruzzi - basso, chitarra, voce

### Ex componenti
- Raffaello Liguori - chitarra
- Davide Massarini - fisarmonica
- Andrea Monti - tromba, flicorno
- Simona Ghizzoni - voce

## Discografia

### Album in studio
- 2001 - Nauta
- 2003 - Did You Get Visuals?
- 2006 - Hidden or Just Gone

### Partecipazioni
- 2002 - 15id
- 2003 - The Letters - An Unconventional Italian Guide to King Crimson

### Altro
- Freeboto (progetto laterale continuativo liberamente diffuso in rete)